# Неклан
Неклан (чеськ. Neklan) — шостий з семи легендарних чеських князів від легендарного засновника династії Пршемисловичів Пржемисла Орача, до першого історично достовірного князя Боривоя. Імена цих князів вперше зустрічаються на сторінках «Чеської хроніки» Козьми Празького, звідки потрапили в більшість історичних праць аж до робіт XIX століття Франтішека Палацького «Історія чеського народу в Чехії і Моравії».
Згідно Далімілової хроніці, у Неклана були два сини: Гостивіт і Деполт.
Згідно з однією з теорій, кількість князів відповідає зображенню на фресках на стінах ротонди в Зноймо в Моравії. Однак Анежка Мерхаутова стверджує, що на фресці зображені всі представники династії Пржемисловічей, в тому числі молодші князі Моравії.

## Згадка в хроніці Козьми
Одного разу Властіслав, князь лучан, головним містом яких був Жатець на річці Огрже, пішов на Неклана з війною і осадив його замок Лівий Градець. Неклан не хотів воювати в країні і намагався укласти мир з Властіславом. Однак його радник і друг, воїн Тір, попросив князівські обладунки. Тір вирушив в бій і змусив лучан подумати, що сам є князем Некланом. У битві Тір був вбитий, але війська Неклана здобули перемогу і майже повністю знищили військо лучан (тільки одна людина, за легендою, врятувався завдяки відьмі).